# Стрижівська сільська рада (Коростишівський район)
Стрижівська сільська рада — колишня адміністративно-територіальна одиниця та орган місцевого самоврядування у Коростишівському районі Малинської і Волинської округ, Київської й Житомирської областей Української РСР та України з адміністративним центром у с. Стрижівка.

## Населені пункти
Сільській раді були підпорядковані населені пункти:
- с. Стрижівка
- с. Колодязьки

## Населення
Відповідно до результатів перепису населення СРСР, кількість населення ради станом на 12 січня 1989 року становила 1 305 осіб.
Станом на 5 грудня 2001 року, відповідно до перепису населення України, кількість мешканців сільської ради становила 1 428 осіб.

## Склад ради
Рада складалась з 16 депутатів та голови.

### Керівний склад сільської ради
| ПІБ                        | Основні відомості                                                               | Дата обрання | Дата звільнення |
| -------------------------- | ------------------------------------------------------------------------------- | ------------ | --------------- |
| Бісик Володимир Андрійович | Сільський голова, 1957 року народження, освіта, безпартійний                    | 26.03.2006   | 31.10.2010      |
| Бісик Володимир Андрійович | Сільський голова, 1957 року народження, освіта середня спеціальна, безпартійний | 31.10.2010   |                 |
| Бісик Володимир Андрійович | Сільський голова, 1957 року народження, освіта середня спеціальна, безпартійний | 25.10.2015   |                 |

Примітка: таблиця складена за даними джерела

## Історія
Створена 1923 року в с. Стрижівка Коростишівської волості Радомисльського повіту Київської губернії. 7 березня 1923 року включена до складу новоутвореного Коростишівського району Малинської округи. Станом на вересень 1924 року в підпорядкуванні значилися хутори Гутище, Калинівка та Маврин. У 1941 році х. Маврин підпорядковано Харитонівській сільській раді Коростишівського району. На 1 жовтня 1941 року в підпорядкуванні значився х. Колодязьки, х. Гутище не перебував на обліку населених пунктів.
Станом на 1 вересня 1946 року сільська рада входила до складу Коростишівського району Житомирської області, на обліку в раді перебували села Колодязьки та Стрижівка.
11 січня 1960 року, відповідно до рішення Житомирського облвиконкому № 2 «Про зміни в адміністративно-територіальному поділі сільських рад в районах області», до складу ради включено села Великі Кошарища, Кмитів та Малі Кошарища ліквідованої Кмитівської сільської ради Коростишівського району. 8 квітня 1963 року, відповідно до рішення Житомирського облвиконкому № 158 «Про перейменування деяких сільських рад і населених пунктів в районах області», с. Калинівка об'єднане із с. Колодязьки.
На 1 січня 1972 року сільська рада входила до складу Коростишівського району Житомирської області, на обліку в раді перебували села Великі Кошарища, Кмитів, Колодязьки, Малі Кошарища та Стрижівка.
28 червня 1997 року, відповідно до рішення Житомирської обласної ради «Про внесення змін в адміністративно-територіальний устрій окремих районів», села Великі Кошарища, Кмитів та Малі Кошарища передані до складу відновленої Кмитівської сільської ради Коростишівського району.
Ліквідована 3 липня 2018 року через приєднання до складу Коростишівської міської територіальної громади Коростишівського району Житомирської області.